# Grochowiska (Basse-Silésie)
Pour les articles homonymes, voir Grochowiska.
Grochowiska est une localité polonaise de la gmina et du powiat de Ząbkowice Śląskie en voïvodie de Basse-Silésie.